# Problema del carrello ferroviario

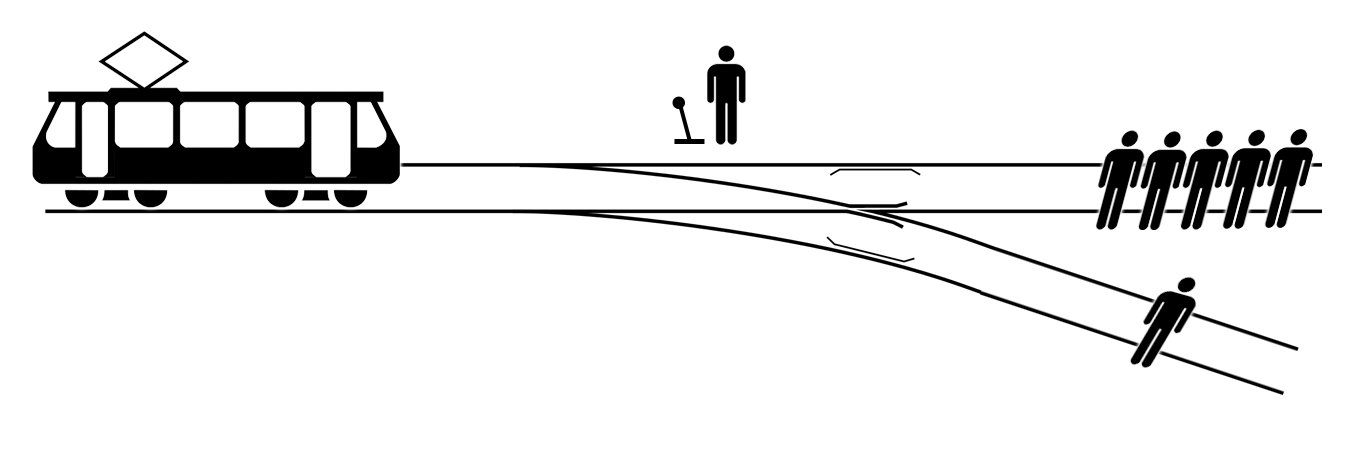
Il problema del carrello

Il problema del carrello ferroviario (anche noto come  dilemma del carrello o dilemma del tram) è un esperimento mentale di filosofia etica formulato nel 1967 da Philippa Ruth Foot che propone un dilemma etico.

## Enunciazione
Nella versione originale, un guidatore di un tram conduce un veicolo capace solo di cambiare rotaia (tramite deviatoio), senza la possibilità di frenare. Sul binario percorso si trovano cinque persone legate e incapaci di muoversi e il tram è diretto verso di loro. Tra il tram e le persone legate si diparte un secondo binario parallelo, sul quale è presente una persona legata e impossibilitata a muoversi. Il conducente si trova di fronte un'alternativa che comporta due sole opzioni: lasciare che il tram prosegua dritto la sua corsa, uccidendo le cinque persone, oppure azionare lo scambio e ucciderne una sola.
Philippa Foot propose questo dilemma nel 1967 come parte di un'analisi dei dibattiti sull'aborto e sulla dottrina del doppio effetto. Anche i filosofi Judith Thomson, Frances Kamm, e Peter Unger hanno analizzato successivamente il problema. L'articolo di Thomson del 1976 diede inizio alla letteratura sul dilemma del carrello come argomento a sé stante: caratteristici di questa letteratura sono scenari alternativi, coloriti e sempre più assurdi, in cui la persona da sacrificare (o da risparmiare) viene spinta alle spalle sopra i binari per fermare il tram, oppure i suoi organi vengono prelevati per salvare i pazienti sottoposti a trapianto, o viene uccisa in modi più indiretti, che complicano e rendono più sfumata la catena di causalità e responsabilità percepite.
Dilemmi simili al problema del carrello ferroviario sono stati analizzati sia nella tesi di abilitazione del filosofo del diritto tedesco Karl Engisch (1930), sia in un lavoro pubblicato nel 1951 dal giurista Hans Welzel, sulla questione del Weichenstellerfall (lett. "caso del centralinista") .

### Varianti

Il problema originale e alcune varianti: i rettangoli rappresentano in veicoli in movimento, il cerchio nero rappresenta cinque persone, il pallino rosso una singola persona.

Negli anni sono state proposte alcune varianti al problema del carrello ferroviario:
- in quella denominata "l'uomo grasso" (the fat man), proposta da Judith Jarvis Thomson, analogamente alla versione originale un carrello sta viaggiando in direzione di cinque persone impossibilitate a muoversi e l'unico modo per arrestare la sua corsa è spingere sulle rotaie un uomo molto grasso: l'uomo sarebbe condannato a morire investito dal carrello, ma in questo modo si salverebbe la vita delle altre cinque;
- la versione "il criminale grasso" (the fat villain) è molto simile alla precedente, con la differenza che l'uomo grasso da spingere sul binario è anche colui che ha posizionato le cinque persone sulle rotaie;
- nella versione "l'anello" (the loop) è possibile deviare il carrello su un binario secondario. Il nuovo binario si ricollega in seguito a quello dove sono legate le cinque persone, ma su di esso si trova un uomo grasso che, venendo investito, interromperebbe la corsa del carrello;
- la versione "l'uomo nel campo" (the man in the yard) offre la possibilità di deviare il carrello su un binario secondario per non investire le cinque persone, ma così facendo il carrello si scontrerà con un altro carro che, deragliando, uscirà dai binari uccidendo un uomo che si trova in un campo poco distante.

Dal punto di vista filosofico sono possibili diverse soluzioni al problema. L'etica utilitaristica, per esempio, afferma, senza dubbi, che è sostanzialmente obbligatorio, per la persona che assiste alla scena, intervenire e deviare il tram verso il binario con un uomo solo: l'altra opzione, quella di non agire, comporterebbe un danno maggiore. Inoltre, dal punto di vista dello spettatore, sia l'azionare lo scambio, sia il non azionarlo, sono preceduti da una decisione, divenendo quindi rispettivamente un'azione e una omissione, ma sempre implicanti un coinvolgimento diretto.
Un punto di vista alternativo, tuttavia, ritiene che entrambe le opzioni siano immorali e quindi lo spettatore, comunque agisca, sarà in errore, ovvero si renderà in parte responsabile della morte di qualcuno.
Al problema stesso si può infine obiettare la sua indecidibilità, dato che non è possibile dire che cinque vite valgono più di una (questione della incommensurabilità della vita umana).

### Scelte etiche nell'intelligenza artificiale
Il problema è tornato in auge negli anni 2010, nell'ambito di discussioni relative alla possibile diffusione delle autovetture autonome, i cui software potrebbero trovarsi a dover compiere scelte di guida in situazioni che implicano la soluzione di dilemmi etici.

## Ricerca empirica
Nel 2001, Joshua Greene e alcuni suoi colleghi di Harvard hanno pubblicato i risultati della prima significativa indagine empirica sulle risposte delle persone al problema del carrello ferroviario.
Attraverso l'uso della risonanza magnetica funzionale, essi hanno constatato che nelle due situazioni presentate si attivano aree cerebrali distinte. I ricercatori hanno denominato le due situazioni decisione morale impersonale e decisione morale personale; nella prima situazione vengono impiegate soprattutto le regioni cerebrali associate al ragionamento controllato, mentre nel secondo caso vengono usate le aree associate alle emozioni. Su queste basi, essi sostengono la Teoria del doppio processo.
Da allora, numerosi altri studi si sono serviti del problema del carrello ferroviario per studiare il giudizio morale, analizzando l'influenza di fattori quali lo stress, lo stato emotivo, la gestione dell’impressione, l'anonimato, i diversi tipi di danni cerebrali, l'eccitazione fisiologica, i diversi neurotrasmettitori e i fattori genetici sulle risposte al dilemma del carrello ferroviario.
Il problema del carrello ferroviario veniva usato anche per misurare il livello di utilitarismo, ma la validità a tale scopo è stata ampiamente criticata.

### Esperimento realistico del 2017
Nel 2017, un gruppo guidato da Michael Stevens ha eseguito il primo esperimento realistico sul problema del carrello ferroviario durante un episodio della webserie Mind Field. L'esperimento fu condotto nel seguente modo: alcuni soggetti, ignari di star partecipando all'esperimento, nell’attesa di prender parte ad un focus group su un nuovo servizio di treni ad alta velocità, vengono istruiti, da parte di un addetto specializzato, sul funzionamento di una stazione di commutazione. Quest'ultimo si allontana per rispondere a una chiamata e, uno alla volta, i soggetti rimangono soli nella stanza di controllo, in cui si trovano alcuni schermi che riprendono un bivio ferroviario e i controlli necessari per permettere al treno di imboccare l’uno o l’altro binario. Dopo qualche minuto alcuni operai si mettono a lavorare sui binari, cinque sul primo binario e uno sul secondo. A questo punto il sistema allerta il soggetto che un treno sta arrivando ed egli deve quindi decidere se lasciare che il treno prosegua sul binario uno, causando la morte cinque persone, o azionare la leva di cambio, facendo deviare il treno sul secondo binario, uccidendo così un solo operaio. Alla fine della prova, appena prima che il treno colpisca le persone sui binari, una schermata avverte il soggetto che tutte le persone stanno bene e che il tutto fa parte di un esperimento. Tra i partecipanti, soltanto due hanno tirato la leva, scegliendo il male minore, mentre la maggior parte si è astenuta dall'intervenire, lasciando che il treno proseguisse indisturbato la propria corsa.

### Risultati delle indagini
Il problema del carrello è stato oggetto di numerose indagini, dalle quali è emerso che circa il 90% degli intervistati decide di uccidere una persona per salvarne cinque. Tuttavia, quando la persona da sola sul binario è un parente o un partner, gli intervistati sono molto meno propensi a sacrificare una vita per salvare le altre.
Un'indagine condotta nel 2009 da David Bourget e David Chalmers ha rivelato che il 68% dei filosofi professionisti sarebbe incline a cambiare la direzione del treno per salvare cinque vite, l'8% non devierebbe il treno e il restante 24% non sarebbe in grado di scegliere tra le due situazioni precedenti.

### Critiche
Nel 2014, nell’articolo Revisiting External Validity: Concerns about Trolley Problems and Other Sacrificial Dilemmas in Moral Psychology pubblicato sul giornale online Social and Personality Psychology Compass, i ricercatori hanno criticato l’uso del problema del carrello ferroviario, sostenendo che lo scenario presentato sia troppo estremo e slegato dalle situazioni morali che si possono incontrare nella vita reale per essere utile o educativo.
Adrian Rennix e Nathan J. Robinson di Current Affairs vanno oltre, affermando che non solo l'esperimento mentale è inutile, ma anche dannoso per la psicologia umana. Secondo i due autori, fare calcoli su situazioni ipotetiche in cui ogni alternativa porta a morti orribili incoraggia un tipo di pensiero che manca di empatia umana e presuppone di avere il potere di decidere chi debba vivere e chi morire. Essi mettono anche in dubbio la base stessa dello scenario proposto: "Se mi trovo costretto, contro la mia volontà, in una situazione in cui le persone moriranno e non ho la possibilità di evitarlo, in che modo la mia scelta può essere considerata una scelta "morale" tra opzioni significativamente diverse? Non è semplicemente uno spettacolo dell'orrore in cui mi sono improvvisamente ritrovato, privo di qualsiasi potere significativo?"

## Riferimenti nella cultura di massa
Il problema del carrello ferroviario viene utilizzato come metodo di eliminazione nel settimo episodio della prima stagione dello show televisivo Beast Games.